# Newton (unità di misura)
Il newton (simbolo: N), da Isaac Newton, è l'unità di misura della forza nel Sistema internazionale di unità di misura (SI). È definito come la forza necessaria a imprimere alla  massa di un chilogrammo un'accelerazione di un metro al secondo quadrato.
Le sue dimensioni nel SI sono:
{\displaystyle \mathrm {N={\frac {\mathrm {kg} \cdot \mathrm {m} }{s^{2}}}} }

## Differenza peso-massa
In termini di forza-peso, una massa di un chilogrammo, in prossimità della superficie terrestre, subisce una forza peso di circa 9,81 newton (questo valore varia per pochi decimi di punto percentuale nei vari punti della superficie terrestre); per contro, su un corpo con una massa di 102 grammi la terra esercita una forza all'incirca di un newton. 1 kgp = 9,81 N.
Quindi, mentre nel linguaggio comune i termini "peso" e "massa" sono intercambiabili («peso 70 kg» equivale a «ho una massa di 70 kg»), concettualmente non si devono confondere, dato che il primo esprime una forza, misurata in newton, ben distinta da una massa, espressa in chilogrammi; «ho una massa di 70 kg» significa perciò «esercito sul pianeta una forza peso di 686,7 N».

## Multipli e sottomultipli
Come tutte le unità di misura del Sistema Internazionale i multipli e i sottomultipli del newton sono definiti secondo le potenze di 10.
| Unità di misura | Simbolo | Valore in Newton |
| --------------- | ------- | ---------------- |
| Yottanewton     | YN      | 1024             |
| Zettanewton     | ZN      | 1021             |
| Exanewton       | EN      | 1018             |
| Petanewton      | PN      | 1015             |
| Teranewton      | TN      | 1012             |
| Giganewton      | GN      | 109              |
| Meganewton      | MN      | 106              |
| Kilonewton      | kN      | 103              |
| Ettonewton      | hN      | 102              |
| Decanewton      | daN     | 101              |
| Newton          | N       |                  |
| Decinewton      | dN      | 10−1             |
| Centinewton     | cN      | 10−2             |
| Millinewton     | mN      | 10−3             |
| Micronewton     | µN      | 10−6             |
| Nanonewton      | nN      | 10−9             |
| Piconewton      | pN      | 10−12            |
| Femtonewton     | fN      | 10−15            |
| Attonewton      | aN      | 10−18            |
| Zeptonewton     | zN      | 10−21            |
| Yoctonewton     | yN      | 10−24            |